# Kỳ Thư
Kỳ Thư là một xã thuộc huyện Kỳ Anh, tỉnh Hà Tĩnh, Việt Nam.

## Địa giới hành chính
Xã Kỳ Thư nằm ở khu vực trung tâm về địa lý của huyện Kỳ Anh.
- Phía bắc giáp xã Kỳ Thọ.
- Phía đông giáp xã Kỳ Hải.
- Phía nam giáp các xã Kỳ Châu và Kỳ Tân.
- Phía tây giáp xã Kỳ Văn.

## Giao thông
- Xã Kỳ Thư có Quốc lộ 1 chạy qua.

Kỳ Thư được biết đến với làng làm nón lá nổi tiếng, có những câu hát ví hay